# Mytisjtji
Mytisjtji (russisk: Мытищи, tr. Mytisjtji) er en by i Moskva oblast i det Centrale føderale distrikt i Den Russiske Føderation, der ligger i den nordøstlige del af Ruslands hovedstad Moskva, på Jauzafloden og Moskva-Jaroslavl-jernbanen. Mytisjtji har 275.313 (2024) indbyggere.

## Geografi
Mytisjtji ligger på den sydlige skråning af Klinsko-Dmitrovskoj højene på et let bakket og fladt lavland, 19 km fra centrum af Moskva. Syd for byen strækker skovområdet i nationalparken Losinyj Ostrov. Herfra går grænsen mellem Mytisjtji og Moskva langs ringvejen MKAD.
Bortset fra Moskva grænser byen Koroljov op til Mytisjtji. Byområderne omkring Mytisjtji omfatter også byerne Pusjkino, Dolgoprudnyj, Ivantejevka og Sjtjolkovo.

## Historie
Bosættelsen nævnes første gang som landsbyen Mytisjtje i 1460  (fra 1500-tallet Bolsjije Mytisjtji ~ dansk: Store Mytisjtji). Byen var toldsted, hvor købmænd blev afkrævet afgift for fragten over land fra Jauza til Kljazma. Da pramdriften på Jauza ophørte, blev toldstedet flyttet til Moskva, og det gamle toldsted blev kendt som Jauzskim mytisjtjem.

### Befolkningsudvikling
| År   | Indbyggere |
| ---- | ---------- |
| 1897 | 1.000      |
| 1926 | 17.000     |
| 1939 | 60.118     |
| 1959 | 98.606     |
| 1970 | 118.653    |
| 1979 | 140.656    |
| 1989 | 154.068    |
| 2002 | 159.900    |
| 2010 | 173.160    |
| 2016 | 201.130    |

Note: Data fra folketællinger